# Monumento Nespolo
Il Monumento Nespolo, noto anche come monumento di parole, è un'opera di Ugo Nespolo.

## Storia
Il monumento è stato realizzato nel 1997 e dal 1998 si trova all'inizio del lungomare settentrionale di San Benedetto del Tronto, in provincia di Ascoli Piceno, nelle vicinanze del torrente Albula. L'opera è stata ristrutturata nel 2015 con un nuovo strato di pittura.

## Struttura
L'opera è alta sette metri e riadatta alcuni versi di Dino Campana («Fabbricare, fabbricare, fabbricare / Preferisco il rumore del mare») disponendoli in verticale all'interno di una struttura a forma di uovo. È in acciaio dipinto con colori gradienti dal blu al rosso. Secondo la spiegazione riportata dallo stesso artista su una targa apposta sul monumento, l'opera intende criticare gli aspetti più negativi del lavoro — come avidità, invidia, desiderio — che impediscono di godere dei doni più belli, come ad esempio il mare.